# Milaisy Duany
Milaisy Duany Céspedes (Santiago di Cuba, 18 novembre 1979) è un'ex cestista cubana.

## Carriera
Con Cuba ha disputato i Campionati mondiali del 2002 e due edizioni dei Campionati americani (2001, 2003).